# Micrurus latifasciatus
Micrurus latifasciatus е вид змия от семейство Elapidae.

## Разпространение
Видът е разпространен в Гватемала и Мексико.